# Agustín de Cazalla

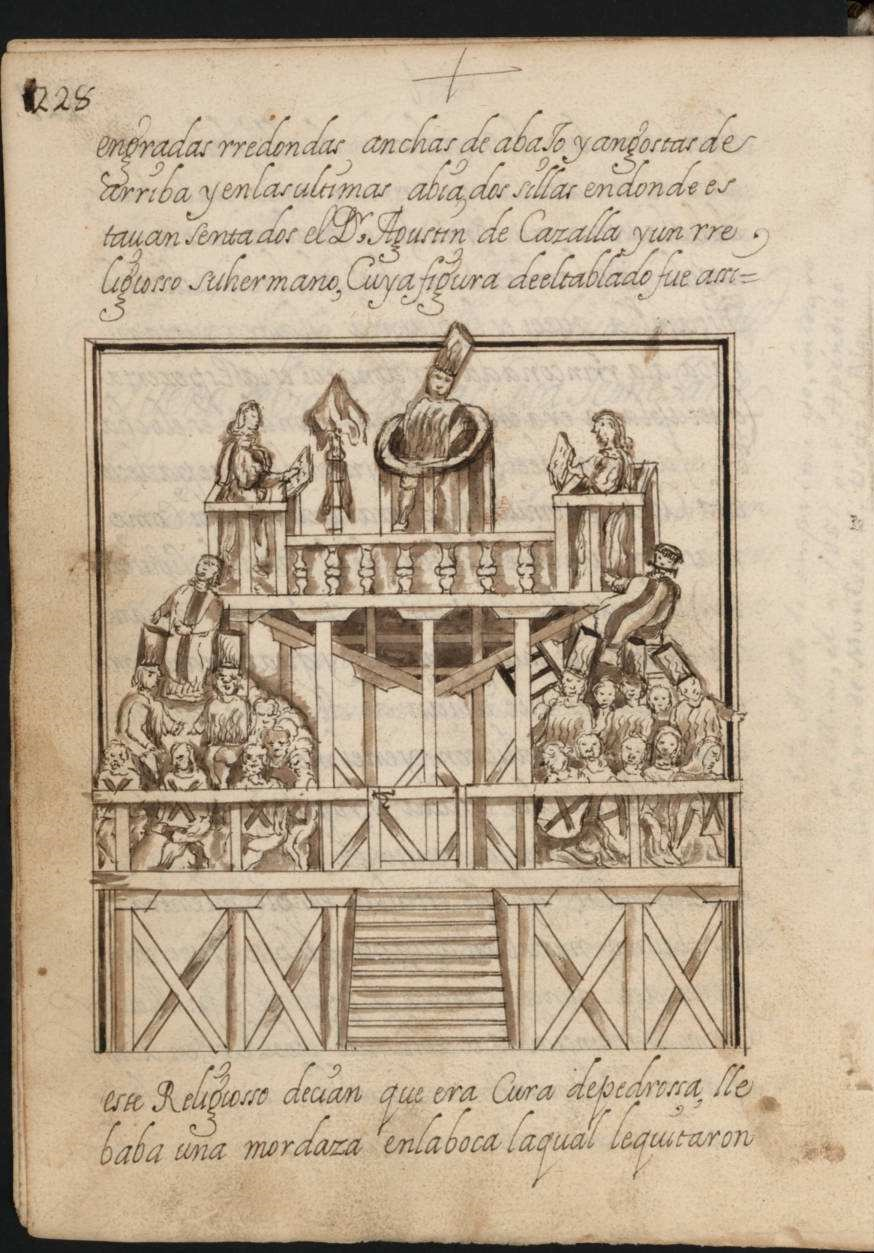
Auto de fe de Agustín Cazalla según un dibujo de Ventura Pérez en el manuscrito de su Historia de la muy noble y muy leal ciudad de Valladolid conservado en la Biblioteca Nacional de España, signatura MSS/19325 V.1. En lo alto del grupo de condenados, a izquierda y derecha, Agustín Cazalla y, con mordaza, su hermano Pedro de Vivero, cura de Pedrosa.

Agustín de Cazalla (1510-Valladolid, 1559), el doctor Cazalla, fue un clérigo español, de tendencia humanista y erasmista, que fue acusado de crear un foco protestante en Valladolid.

## Biografía
Era hijo de Pedro de Cazalla, contador real, y Leonor de Vibero o Vivero, ambos de familias judeoconversas, y sobrino del obispo Juan de Cazalla y hermano de María de Cazalla (del grupo de los alumbrados detectado en Guadalajara en 1525). Estudió en la Universidad de Valladolid con Bartolomé de Carranza (posteriormente procesado también por la Inquisición) y en la Universidad de Alcalá, donde su tío Juan, antiguo capellán del cardenal Cisneros, mantenía fama de reputado humanista y erasmista. En Alcalá fue condiscípulo de Diego Laínez, uno de los fundadores de la Compañía de Jesús.
Fue canónigo en la catedral de Salamanca. Como capellán del emperador Carlos V, le acompañó por toda Europa. A su vuelta a Valladolid en 1552 se fue reuniendo en su torno lo que se denominó un "conventículo", cuyas opiniones religiosas fueron consideradas heréticas al ser descubierto, a pesar de la discreción con que actuaban, y de su limitación a círculos restringidos de la élite social de la ciudad (entre otros, el corregidor de Toro, Carlos de Seso -que había estado en contacto con Juan de Valdés en Italia-).

## Proceso por herejía
Cazalla fue sometido a un proceso atentamente controlado por el inquisidor general Fernando de Valdés, que fue comunicando sus detalles al rey Felipe II. Tras obtener la confesión del reo, fue condenado a morir en la hoguera en un solemne auto de fe que se celebró en Valladolid el 20 de mayo de 1559. Al abjurar de sus errores, se le concedió la gracia de ser estrangulado antes de quemarlo. Sus hermanos Francisco, Beatriz y Pedro también fueron procesados y condenados a la hoguera. Otros dos hermanos, Constanza y Juan, fueron condenados a sambenito y cárcel perpetua (en total, eran diez hermanos). El cadáver de su madre fue desenterrado y arrojado a la hoguera. Su casa fue derruida y en su solar se colocó un padrón de ignominia, porque los hereges Luteranos se juntaban en ellas a hacer conventículos contra nra Stª fe católica.
La figura de Cazalla pasó a ser objeto de todo tipo de vituperios, incluyendo la divulgación de detalles escabrosos de su actividad en el "conventículo", así como de la causa de su desvelación, todo ello de dudosa verosimilitud:

Vivia en cierta ciudad de Castilla un clérigo llamado José Cazalia [sic]; este había sembrado entre la junta ignorante una falsa y diabólica doctrina, y los convocaba al anochecer a su casa, teniendo un portero a la puerta para que abriese a quien llamaba, y dando el nombre de Cazuela entraban en ella así hombres como mugeres, y estando todos juntos les hacia su plática, y por remate apagando las luces decía: «Aleluya, cada uno con la suya». Y así cada hombre asía de la muger que el lance le destinaba o que la malicia le había puesto junto a si.

... fue el caso que habiendo hecho reparo un muchacho de trece a catorce años que su madre todas las noches salía de casa, sin poder averiguar adonde iba, la fue una noche siguiendo, y viendo que llegaba a la tal casa y que llamando y dando el nombre entraba ... resolvió llamar dando el mismo nombre que los demás y entrar para apurar aquel enigma. Hizolo como lo pensó, y habiendo entrado y visto todo lo que pasaba, y llegando el caso de apagar las luces, hizo lo que los demas, y le movió la curiosidad de cortar un pedazo de la basquiña de la muger que le había tocado, por ver si podía venir en conocimiento a otro día de la que había sido, y habiéndose dividido todos aquella noche, se fue el muchacho a su casa sin darse por entendido de nada de lo que había visto. Y reparando que a la basquiña de su madre le faltaba el pedazo que había cortado en la casa de Cazalla, vino en el conocimiento de que era su madre la muger que carnalmente había conocido. Alumbrole Dios de su culpa, y al día siguiente se fue a confesarla, y por este camino permitió la magestad divina que fuesen todos descubiertos, presos y castigados por el santo oficio de la Inquisicion, la casa sembrada de sal, y puesto un rótulo en una piedra que refiere el caso para ejemplo y escarmiento de los venideros siglos.
Anécdota recogida en un sermón moralizante del siglo XVII o XVIII.

Dada la alternativa que se le ofrecía (ser quemado vivo), buena parte de la bibliografía, especialmente la de orientación crítica (Juan Antonio Llorente), considera dudosa la sinceridad de Cazalla en su retractación, aunque la expresó de forma vehemente (los presentes, como su confesor Antonio de la Carrera o el cronista Antonio de Illescas la dan por cierta), e intentó persuadir a hacer lo mismo a sus compañeros de suplicio y ejecución, la mayor parte de los cuales también se retractaron, excepto el bachiller Herrezuelo (abogado de Toro, casado con Leonor de Cisneros, que sí estaba entre las "reconciliadas" y fue ásperamente reconvenida por su marido por ello). Herrezuelo respondió a Agustín Cazalla del siguiente modo: Doctor, para agora quisiera yo el ánimo, que no para otro tiempo; y Nunca juzgué yo menos de este judigüelo. Viéndole hablar de tal modo, un alabardero le hizo callar hiriéndole con su arma. Fue quemado vivo.
Como causa que le llevó a incurrir en herejía, Cazalla había propuesto esta:

Ambición y malicia le habían hecho desvanecer, que su intención había sido turbar el mundo y alterar el sosiego destos reynos con tales novedades, creyendo que sería sublimado y adorado por todos como otro Luthero en Saxonia y que quedarían dél algunos discípulos el nombre de Cazalla.

Hay muy distintas versiones de las últimas palabras del doctor Cazalla, como una en la que se dirige a la princesa Juana de Austria (hermana de Felipe II, regente en su nombre) que presidía el auto de fe para decirle: Buena doctrina te di; bien te prediqué y para mí escogí lo peor, pensé que esta coroza fuera mitra de oro; mas por mis malas obras merezco bien la que tengo. Suplícote señora, te acuerdes de mis sobrinos, los hijos del contador Hernando Ortiz.
Murió tras decir al verdugo: Ea, hermano, gritando Credo, credo y besando la cruz.

## Memoria

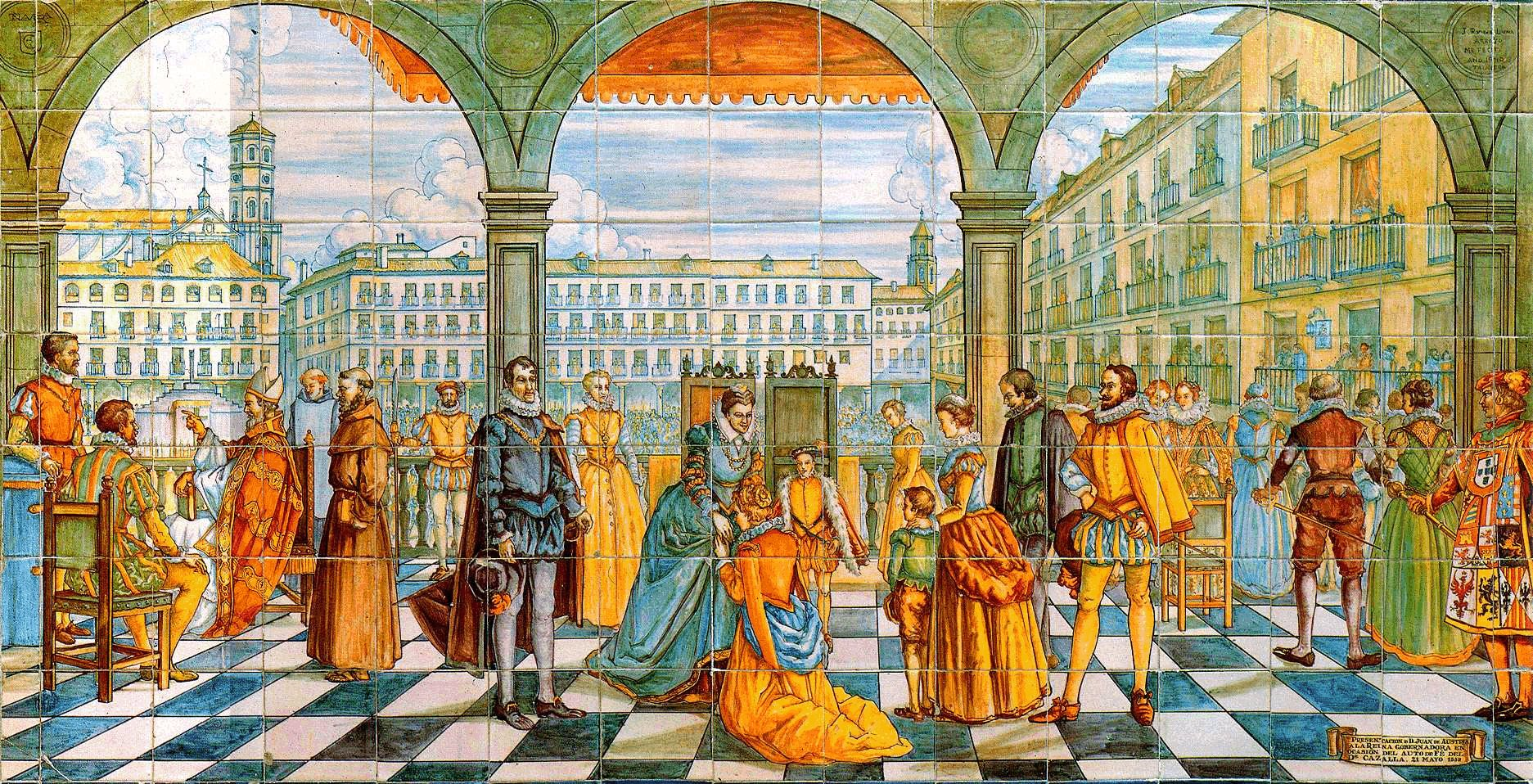
Presentación de don Juan de Austria a la reina gobernadora en ocasión del auto de fe del doctor Cazalla el 21 mayo de 1559, panel de azulejos de Talavera de J. Ruiz de Luna, 1939-1940; Valladolid, zagúan del Palacio de Pimentel.

Agustín Cazalla es considerado como un mártir en el ámbito religioso protestante, y especialmente como un precursor por los protestantes españoles.
En Valladolid, el solar que ocupó su casa y el rótulo infamatorio se conservaron dos siglos, hasta 1776, cuando fue cambiado (presumiblemente por haberse deteriorado el original) por una lápida con forma de rectángulo rematado en su lado superior por un triángulo o semicírculo y la siguiente inscripción:

Presidiendo la Igleª Romaª Paulo IV y reinando en Españaª Phelip II. El Santo Oficio de la Inquisición condenó A derrocar e asolar estas Cassas de Pedro Cazalla y Dña. Leonor de Vibero su Muger porque los herejes Luteranos se juntaban a hacer conciliabulos contra nuestra Sta. Fee chª e igleª Romaª. Ano de MDLIX en XXI de Mayo.

Tras volver a construirse en el solar que ocupó su casa, se denominó calle del rótulo de Cazalla, y en 1820, con la llegada del Régimen Liberal, que revalorizó su figura como opuesta a la Inquisición, calle del Doctor Cazalla, retirándose la lápida, que no se conserva.
Aparece representado en la novela histórica El hereje de Miguel Delibes.